# Janetaescincus
Janetaescincus este un gen de șopârle din familia Scincidae.

Cladograma conform Catalogue of Life:
| Janetaescincus | \| \| Janetaescincus braueri \| \| \| \| \| \| Janetaescincus veseyfitzgeraldi \| \| \| \| |
|                | \| \| Janetaescincus braueri \| \| \| \| \| \| Janetaescincus veseyfitzgeraldi \| \| \| \| |
|                | Janetaescincus braueri                                                                     |
|                |                                                                                            |
|                | Janetaescincus veseyfitzgeraldi                                                            |
|                |                                                                                            |